# Naturschutzgebiet Hüppelsberg
Koordinaten: 51° 20′ 1″ N, 8° 16′ 58,5″ O
Das Naturschutzgebiet Hüppelsberg mit einer Flächengröße von 7,46 ha liegt südlich von Meschede. Es wurde 2020 vom Kreistag des Hochsauerlandkreises mit dem Landschaftsplan Meschede als Naturschutzgebiet (NSG) ausgewiesen. Von 1994 bis 2020 gehörte die heutige NSG-Fläche zum Landschaftsschutzgebiet Meschede.

## Gebietsbeschreibung
Beim NSG handelt es sich um einen zweischichtigen Buchen- und Eichenmischwald mit mittelwaldartiger Struktur. Im Wald befinden sich Felsbereiche. Insbesondere bei den Buchen gibt es etliche verwachsene und mehrtriebige Exemplare. Vor allem im Bereich des größten Felsbandes, dass in West-Ost-Richtung über die Bergkuppe verläuft, sind Bergahorn und Hainbuche im Bestand beigemischt. Im NSG ist überall liegendes und stehendes Totholz vorhanden. Schwerpunktmäßig am Nordrand des NSG sind einige Fichten und größere Lärchenanteile vorhanden.
Zu geplanten Maßnahmen im NSG führt der Landschaftsplan auf: „Der Biotopwert des NSG wird langfristig im Süden durch die Optimierung / den teilweisen Umbau des dort stockenden Mischbestandes im Rahmen einer ökologischen Kompensationsmaßnahme ergänzt, so dass sich auf diesem stadtnahen „Vorberg des Köpperkopfes“ ein kompakter, arten- und strukturreicher Lebensraum entwickelt.“

## Schutzzweck
Zum Schutzzweck des NSG führt der Landschaftsplan auf: „Erhaltung eines strukturreichen Fels-Wald-Biotopkomplexes mit zahlreichen Silikatfels-Durchbrüchen („Finnentroper Schichten“) als herausragendes geogenes Biotopobjekt sowie als vielfältiges Waldbild im Naherholungsbereich der Kernstadt Meschede.“

## Zusätzliche Entwicklungsmaßnahme
Als zusätzliche Entwicklungsmaßnahme enthält der Landschaftsplan die Festsetzung stehendes und liegendes Totholz im Bestand zu belassen. In den Felsreichen soll die forstliche Nutzung auf die Entnahme der nicht bodenständigen Nadelbäume beschränkt werden.